# Окаменелости Берингера
Окаменелости Берингера (нем. Beringersche Lügensteine) — одна из самых известных научных мистификаций начала XVIII века. Связаны с именем Иоганна Берингера (нем. Johann Beringer; 1667—1738) — профессора медицины в Вюрцбургском университете, помимо своей непосредственной сферы интересовавшегося поисками окаменелостей триасового периода в окрестностях родного города.
В 1725 году студенты преподнесли Берингеру камни с выгравированными на них изображениями зверей, насекомых, пауков, букв древних языков (древнееврейского, латыни) и прочих символов, причём на некоторых из камней были представлены целые сюжеты (например, пчела летит к цветку, паук атакует муху, запутавшуюся в паутине). Впоследствии профессор обнаружил такие же камни на горе Эйбельштадт, куда часто отправлялся на поиски окаменелостей. Берингер отнёсся к этой находке очень серьёзно: он объявил камни доказательством проявления «силы Божией» и написал о них в 1726 году ставший известным в Европе научный труд Lithographiæ Wirceburgensis, где описывал несколько сотен найденных им камней. Отчасти веру Берингера в истинность изображений можно объяснить и крайне плохим состоянием науки об окаменелостях в те времена, когда она только лишь зарождалась. Также Берингер никогда не называл их настоящими окаменелостями, отстаивая точку зрения, что данные камни — результат божественного промысла.

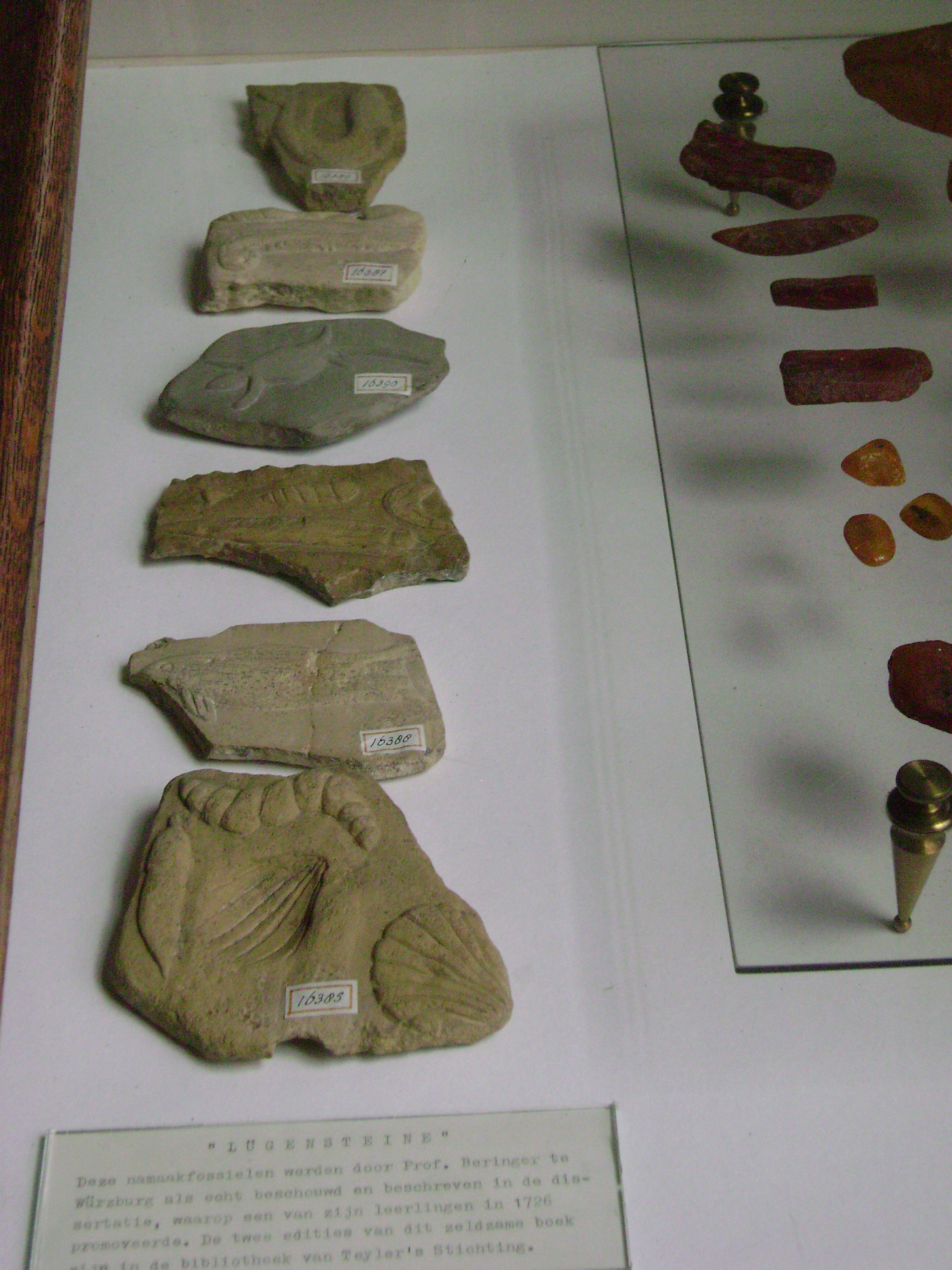
Несколько камней Берингера в музее Тейлора.

Впоследствии камни были разоблачены как мистификация, её инициаторами являлись коллеги Берингера — математик Игнац Родерик (1697—1756) и историк Иоганн Георг фон Экхардт, которыми двигало желание отомстить тому за его надменность и самоуверенность. Именно они организовали создание камней и их подбрасывание на Эйбельштадт, затем первоначально делали вид, что поддерживают идею Берингера (хотя многие учёные усомнились в подлинности камней сразу же после их обнаружения), но, когда обман зашел уже слишком далеко, стали убеждать Берингера в поддельности камней, не раскрывая при этом своего участия в мистификации. Отказываясь воспринимать какие-либо аргументы и свято веря в свою правоту, Берингер, чтобы спасти свою честь, вызвал их обоих в суд, где и была разоблачена подделка.
Последовавший скандал не только разрушил репутацию Берингера — оба мистификатора тоже были дискредитированы, Родерику пришлось покинуть город, а Экхарт лишился занимаемых постов. Камни Берингера были названы Lügensteine («лживые камни»), некоторые из них сохранились и выставляются в нескольких музеях мира (например, в Оксфордском и музее Тейлора). История вошла во многие учебники геологии и палеонтологии как предупреждение о вреде слепой веры в увиденное. Существует легенда, что Берингер до конца жизни пытался скупить все эти камни, чтобы избавить себя от позора; это якобы привело его к полному финансовому разорению, причём скупить все камни он не смог. Второе издание его книги было выпущено уже после его смерти, в 1768 году, а в 1963 она была переведена на английский язык.